# Zitto Kazann
Zitto Kazann (ur. 1 września 1944 w Buenos Aires) – argentyńsko-amerykański aktor filmowy.

## Życiorys
Zitto Kazann studiował na uniwersytecie Otto Krause, w wieku dorastania grał w koszykówkę zawodową, i tym samym czasie występował teatralnych produkcjach w Buenos Aires. Potem zamieszkał w Nowym Jorku a obecnie mieszka w Los Angeles.

## Filmografia
- 1974: Ironside jako Zino Bates
- 1974: Dziewczyna z Pietrowki jako Czarny paszport
- 1974: Kojak jako szejk Ali
- 1975: Szatański trójkąt jako Juano
- 1975: Archer jako Steven Androcles
- 1975: Lepke jako Abe
- 1975: Cannon jako Lorenzo
- 1975: Satan's Triangle
- 1975: The Swinging Barmaids jako Zitto
- 1985: Hell Town jako Szalony koń
- 1988: I skrzypce przestały grać jako Mikita
- 1988: Ghost Town jako kowal
- 1993: Robin Hood: Faceci w rajtuzach jako głowa strażnika Saracena
- 1993: Rzeź Niewiniątek jako morderca Booth
- 1995: Wodny świat jako starszy
- 2004: Criminal – Wielki przekręt jako Ochoa
- 2012: Nie zadzieraj z zołzą spod 23 jako starzec
- 2013: Crosshairs jako don Fernando